# Kalle Keituri
Kalle Keituri (Lahti, 25 april 1984) is een Fins voormalig schansspringer.
Keituri komt uit voor de Finse club Lahden Hiihtoseura, maar woont een groot deel van het jaar in Duitsland, het thuisland van zijn echtgenote Yvonne.

## Carrière

### Debuut
Hij debuteerde in het wereldbekercircuit op 1 maart 2002 in zijn geboorteplaats. Hij haalde toen de 19e plaats. In 2003 en 2005 kreeg hij opnieuw een plaats in het Finse team voor de wedstrijd in Lahti. Aan het eind van het seizoen 2004/2005 nam hij ook deel aan de drie andere wedstrijden van het Nordic Tournament en het afsluitende skivliegen in het Sloveense Planica. Keituri was destijds geen vaste kracht in het Finse team, maar hij was een van de extra springers die tijdens wedstrijden in eigen land opgesteld mogen worden. In het seizoen 2005/2006 was hij niet van de partij.

### Seizoen 2006/2007
Keituris doorbraak volgde in het seizoen 2006/2007 toen hij direct tijdens de seizoensopener in het eigen Kuusamo de negende plaats haalde. In dat seizoen kwalificeerde hij zich voor in totaal zes individuele wedstrijden met posities tussen de 30e en 40e plaats, met één top-10 noteringen; opnieuw negende, ditmaal in het Duitse Willingen

### Seizoen 2007/2008
In het seizoen 2007/2008 herhaalde hij zijn kunststuk van het voorgaande jaar; een negende plaats in Kuusamo. Hij zou nog drie keer in actie komen maar in de achterhoede eindigen.

### Seizoen 2008/2009
Het seizoen 2007/2008 begon voor Keituri met een zege met het Finse team in de seizoensopener in Kuusamo. Hij kwalificeerde zich voor zeven van de acht daaropvolgende wedstrijden. Zijn beste prestatie tot nu toe behaalde hij in het Zwitserse Engelberg waar hij zesde werd. (peildatum 31-12-2008)

## Belangrijkste resultaten

### Wereldkampioenschappen junioren
| Jaar | Plaats   | Resultaat      |
| ---- | -------- | -------------- |
| 2002 | Schonach | normale schans |

### Wereldkampioenschappen schansspringen
| Jaar | Plaats  | Resultaten                                                          |
| ---- | ------- | ------------------------------------------------------------------- |
| 2009 | Liberec | 29e normale schans 31e grote schans 6e landenwedstrijd grote schans |

### Eindstand algemene wereldbeker
| Seizoen   | Algm | SV  | 4S  | NT  |
| --------- | ---- | --- | --- | --- |
| 2001/2002 | 65e  | –   | -   | 35e |
| 2002/2003 | 81e  | –   | -   | 37e |
| 2004/2005 | 58e  | –   | -   | 29e |
| 2006/2007 | 58e  | –   | -   | -   |
| 2007/2008 | 49e  | –   | -   | -   |
| 2008/2009 | 21e  | 24e | 26e | 30e |
| 2009/2010 | 34e  | 25e | 36e | 26e |
| 2010/2011 | 61e  | 43e | -   | -   |

### Grand-Prix
Eindklasseringen
| Jaar | Plaats |
| ---- | ------ |
| 2006 | 78e    |
| 2007 | 83e    |
| 2008 | 16e    |
| 2009 | 41e    |
| 2010 | 8e     |